# Луке Авила, Мигель
Мигель Луке Авила (исп. Miguel Luque Ávila: род. 21 сентября 1976, Гранольерс, Каталония) ― испанский параспортсмен, пловец, двукратный чемпион Паралимпиады 2000 и 2004 годов, двукратный бронзовый призер Паралимпиады 2004 года, трехкратный серебряный призер Паралимпиад 2012, 2016 и 2020 годов. Пловец S5.

## Биография и спортивная карьера
Луке родился 21 сентября 1976 года в Гранольерсе, Барселона. У него инвалидность. В 2013 году он был награжден серебряной наградой Real Orden al Mérito Deportivo.
Одна из причин, по которой он участвует в соревнованиях по плаванию, — это лечебные свойства. Является членом Испанской федерации спорта для людей с ограниченными возможностями (FEDDF).
Люк участвовал в летних Паралимпийских играх 2000 года, завоевал золотую медаль в плавании брассом на 50 метров SB3.
Участвовал в летних Паралимпийских играх 2004 года и финишировал первым в плавании брассом SB3 на 50 метров. Финишировал третьим в мужской эстафете 4 x 50 метров с комплексом 20 очков.
На летних Паралимпийских играх 2008 года выиграв бронзу в плавании брассом на 50 метров SB3.
Участвовал в Летних Паралимпийских играх 2012 года, выиграл серебро в плавании брассом на 50 метров SB3. После завоевания медали он не был уверен, планирует ли он тренироваться к летним Паралимпийским играм 2016 года. Одна из причин, которые он назвал, заключалась в том, что уровень соревнований после каждой игры повышался и требовался более высокий уровень подготовки, чтобы оставаться на самом высоком уровне.
На Паралимпиаде 2020 в Токио Мигель вновь завоевал серебряную медаль на дистанции 50 м брасс (SB3).